# MG 30
La Maschinengewehr 30 (spesso abbreviato in MG 30) è stata una mitragliatrice di origine tedesca impiegata da diverse nazioni durante gli anni '30. Venne anche modificata durante la guerra per essere impiegata dall'aviazione, dove assunse la denominazione FMG 15 (e successivamente FMG 17). È da ricordare come l'arma sia servita da base per la creazione di quelle che divennero poi MG 34 e MG 42, e come l'arma sia anche la capostipite di molte delle mitragliatrici moderne del XXI secolo.

## Storia
Il prototipo dell'MG 30 fu concepito alla Rheinmetall (più precisamente nella sede di Sömmerda) da Louis Stange. Tuttavia, la produzione dell'arma avrebbe comportato la violazione delle restrizioni imposte alla Germania dal patto di Versailles, e il progetto venne rifiutato dal Reichswehr.  La Rheinmetall si rivolse quindi ad altre compagnie e concesse la licenza per la produzione alla svizzera Solothurn e alla Steyr-Damler-Puch austriaca. La produzione cominciò subito dopo l'acquisto ed entrambi gli stati adottarono l'arma con le denominazioni Solothurn S2-100 (per la Svizzera) e Maschinengewehr Solothurn 30 per l'Austria. Anche l'Ungheria acquistò dalle 2 000 alle 3 000 armi, che vennero rinominate Solothurn 31M Golyoszoro.

## Progetto
L'MG 30 è una mitragliatrice funzionante a corto rinculo, raffreddata ad aria, camerata per il proiettile 7,92 × 57 mm Mauser, alimentata tramite caricatori leggermente curvi da 30 colpi inseriti nel lato sinistro dell'arma. L'otturatore è mantenuto in chiusura tramite 6 perni fissati ad un anello di chiusura, che ruota tramite dei rullini fissati all'esterno dello stesso. Dopo lo sparo, l'energia di rinculo fa arretrare per alcuni millimetri il gruppo otturatore/canna, mentre i rullini si impegnano lungo scanalature diagonali ricavate nella parte interna del castello, generando un movimento rotante che disimpegna l'otturatore dalla canna. La molla di recupero e la sua guida sono ospitate nel calcio dell'arma.
L'arma è capace sia di fuoco automatico che semiautomatico, a seconda della parte del grilletto in cui si esercita pressione (pressione nell'emisfero superiore fuoco semiautomatico, emisfero inferiore fuoco completamente automatico), con una cadenza che varia dai 600 agli 800 colpi al minuto. L'arma è dotata di un bipiede pieghevole fissato alla canna.

## Varianti
La sede di Borsig della Rheinmetall modificò l'arma per adattarla all'uso contraereo, fornendo la denominazione di Flugzeugmaschinengewehr 15  (o FMG 15). La modifica di base fu la sostituzione del normale caricatore da 30 colpi con un nuovo caricatore a doppio tamburo da 75 colpi, e la rimozione del calcio (troppo ingombrante e che quindi impediva l'azionamento dell'arma all'interno degli aerei).
Altre modifiche nel 1936 portarono alla nascita della FMG 17, che permetteva l'uso di nastri (oltre ai classici tamburi), forniva una maggiore cadenza di fuoco (prossima ai 1 200 colpi al minuto) e poteva essere collegata con il sincronizzatore per lo sparo attraverso le eliche degli aerei.
Nel 1942, tuttavia, le armi antiaeree sfruttavano proiettile ben più potenti del classico 7,92 mm e le due mitragliatrici vennero messe da parte dalla Luftwaffe. Le rimanenze, che non venivano più montate sui velivoli, vennero riconvertiti per l'uso da parte delle forze di terra, riaggiungendo il calcio in metallo.

## Utilizzatori
- Austria.
- Bulgaria.
- Germania Nazista.
- Ungheria.